# فهرست همسران رئیس‌جمهورهای فرانسه
بانوی اول فرانسه (به فرانسوی: Première dame de France)، همسر رئیس‌جمهور فرانسه و نقشی تشریفاتی در ملاقات‌های رسمی کاخ الیزه است درحالی‌که در فرانسه به‌طور رسمی، عنوانی به نام بانوی اول وجود ندارد. در حال حاضر، بریژیت مکرون، بانوی اول فرانسه است.

## فهرست
| تصویر | نام                    | رئیس‌جمهور               | بازه زمانی   | توضیحات                                                                                |
| ----- | ---------------------- | ----------------------- | ------------ | -------------------------------------------------------------------------------------- |
|       | الیز تیر               | آدولف تیر               | ۱۸۷۱–۱۸۷۳    |                                                                                        |
|       | Élisabeth de Mac-Mahon | پاتریس دو مک ماهون      | ۱۸۷۳–۱۸۷۹    |                                                                                        |
|       | Coralie Grévy          | ژول گروی                | ۱۸۷۹–۱۸۸۷    |                                                                                        |
|       | Cécile Carnot          | ماری فرانسوا سعدی کارنو | ۱۸۸۷–۱۸۹۴    |                                                                                        |
|       | Hélène Casimir-Perier  | ژان کازیمیر-پریه        | ۱۸۹۴–۱۸۹۵    |                                                                                        |
|       | Berthe Faure           | فلیکس فوره              | ۱۸۹۵–۱۸۹۹    |                                                                                        |
|       | Marie-Louise Loubet    | امیل لوبه               | ۱۸۹۹–۱۹۰۶    |                                                                                        |
|       | Jeanne Fallières       | آرمان فالیر             | ۱۹۰۶–۱۹۱۳    |                                                                                        |
|       | Henriette Poincaré     | ریمون پوانکاره          | ۱۹۱۳–۱۹۲۰    |                                                                                        |
|       | Germaine Deschanel     | پل دشانل                | ۱۹۲۰–۱۹۲۰    |                                                                                        |
|       | Jeanne Millerand       | آلکساندر میلران         | ۱۹۲۰–۱۹۲۴    |                                                                                        |
|       | Jeanne Doumergue       | گاستون دومرگ            | ۱۹۳۱–۱۹۳۱    |                                                                                        |
|       | Banche Doumer          | پل دومر                 | ۱۹۳۱–۱۹۳۲    |                                                                                        |
|       | Marguerite Lebrun      | آلبر لوبرن              | ۱۹۳۲–۱۹۴۰    |                                                                                        |
|       | Michelle Auriol        | ونسان اوریول            | ۱۹۴۷–۱۹۵۴    | اولین همسر رئیس‌جمهور، جمهوری چهارم فرانسه.                                             |
|       | Germaine Coty          | رنه کوتی                | ۱۹۵۴–۱۹۵۵    |                                                                                        |
|       | ایوون دو گل            | شارل دو گل              | ۱۹۵۹–۱۹۶۹    | اولین همسر رئیس‌جمهور، جمهوری پنجم فرانسه.                                              |
|       | کلود پمپیدو            | ژرژ پمپیدو              | ۱۹۶۹–۱۹۷۴    |                                                                                        |
|       | آن-آیمون ژیسکار دستن   | والری ژیسکار دستن       | ۱۹۷۴–۱۹۸۱    |                                                                                        |
|       | دانیل میتران           | فرانسوا میتران          | ۱۹۸۱–۱۹۹۵    |                                                                                        |
|       | برنادت شیراک           | ژاک شیراک               | ۱۹۹۵–۲۰۰۷    |                                                                                        |
|       | سسیلیا سارکوزی         | نیکولا سارکوزی          | ۲۰۰۷         | سسیلیا و سارکوزی در سال اول به‌طور رسمی طلاق گرفتند و چند ماه بعد با برونی ازدواج نمود. |
|       | کارلا برونی            | نیکولا سارکوزی          | ۲۰۰۸–۲۰۱۲    | سسیلیا و سارکوزی در سال اول به‌طور رسمی طلاق گرفتند و چند ماه بعد با برونی ازدواج نمود. |
|       | والری تریرولر          | فرانسوا اولاند          | ۲۰۱۲–۲۰۱۴    | تریرولر و اولاند هرگز با هم ازدواج نکردند ولی همیشه به عنوان بانوی اول یاد شده است."   |
|       | بریژیت مکرون           | امانوئل مکرون           | ۲۰۱۷ – اکنون |                                                                                        |